# جيمي سيلفستر
جيمي سيلفستر (بالإنجليزية: Jamie Sylvester)‏ (31 يوليو 1971 في المملكة المتحدة - ) هو لاعب كريكت بريطاني. لعب مع Herefordshire County Cricket Club ‏ وBerkshire County Cricket Club ‏ والمقاطعات الوطنية للكريكيت الإنجليزي والويلزي ‏.